# Kendel
De Kendel is een zijrivier van de Niers in het grensgebied van Nederland en Duitsland nabij Gennep.
De Kendel dankt zijn naam aan het Romeinse Canalis. Het riviertje ontspringt vanuit de Niers bij Weeze en mondt bij de buurtschap IJsheuvel weer uit in de Niers. De rivier is circa 25 km lang en heeft een stroomgebied van 25 km². Tot aan het begin van de 20e eeuw stond er een watermolen aan de Kendel bij IJsheuvel.
Bij Hommersum heeft jarenlang een brug over de Kendel gelegen ten behoeve van het Duits Lijntje. Sinds juli 2012 ligt hier weer een fiets- en wandelbrug.
De rivier vormt op sommige plaatsen de grens tussen Nederland en Duitsland.
- Gemeinsame Normdatei: 7783245-0
- Virtual International Authority File: 199698697